# Memoriał Alfreda Smoczyka 2015
Memoriał Alfreda Smoczyka 2015 – 65. edycja turnieju, który odbył się 24 października 2015 roku w Lesznie, miał na celu upamiętnienie polskiego żużlowca Alfreda Smoczyka, który zginął tragicznie w 1950 roku. Zawody miały odbyć się 16 października 2015 roku. Nowy termin ustalono na dzień 24 października 2015 roku. Turniej wygrał Patryk Dudek. Podczas turnieju uroczyście podsumowano II edycję programu „Kibic przez duże K”, który promuje kulturalne uczestnictwo kibiców w zawodach sportowych oraz został zrealizowany dzięki współpracy policji z klubem Unia Leszno, Urzędem Miasta Leszna i Starostwem Powiatowym w Lesznie.

## Wyniki
- Leszno, 24 października 2015
- Frekwencja: 1500 widzów[6]
- Sędzia: Leszek Demski[6]
- NCD: Patryk Dudek – 60,24 w wyścigu 5

| Msc. | Zawodnik            | Klub              | Pkt  |             |  |
| ---- | ------------------- | ----------------- | ---- | ----------- |  |
| 1    | Patryk Dudek        | Zielona Góra      | 15   | (3,3,3,3,3) |  |
| 2    | Tobiasz Musielak    | Leszno            | 13   | (3,3,2,2,3) |  |
| 3    | Bartosz Smektała    | Leszno            | 11+3 | (3,2,1,2,3) |  |
| 4    | Mateusz Szczepaniak | Ostrów Wlkp.      | 11+2 | (2,3,1,3,2) |  |
| 5    | Sebastian Ułamek    | Rybnik            | 10   | (1,2,2,3,2) |  |
| 6    | Krystian Pieszczek  | Zielona Góra      | 10   | (2,2,3,1,2) |  |
| 7    | Dominik Kubera      | Leszno            | 7    | (3,w,3,0,1) |  |
| 8    | Damian Baliński     | Rybnik            | 7    | (w,1,3,3,d) |  |
| 9    | Marcin Nowak        | Grudziądz         | 7    | (2,w,2,2,1) |  |
| 10   | Piotr Świderski     | Gorzów Wlkp.      | 6    | (0,1,0,2,3) |  |
| 11   | Norbert Kościuch    | Gniezno           | 6    | (d,3,1,0,2) |  |
| 12   | Kacper Woryna       | Rybnik            | 5    | (2,0,2,1,0) |  |
| 13   | Krystian Rempała    | Rzeszów           | 5    | (1,2,1,0,1) |  |
| 14   | Wiktor Trofimow     | Ukraina           | 3    | (1,0,0,1,1) |  |
| 15   | Ricky Wells         | Stany Zjednoczone | 2    | (0,1,0,1,0) |  |
| 16   | Rafał Konopka       | bez klubu         | 1    | (1,0,0,0,0) |  |
| R1   | Marek Lutowicz      | Leszno            | 0    | (ns)        |  |

Bieg po biegu
1. [61,08] Dudek, Nowak, Rempała, Baliński (u/w)
2. [60,36] Smektała, Pieszczek, Trofimow, Świderski
3. [60,93] Musielak, Woryna, Konopka, Wells
4. [61,46] Kubera, Szczepaniak, Ułamek, Kościuch (d/4)
5. [60,24] Dudek, Ułamek, Wells, Trofimow
6. [61,21] Kościuch, Rempała, Świderski, Konopka
7. [60,75] Musielak, Smektała, Nowak (u/w), Kubera (u/w)
8. [61,65] Szczepaniak, Pieszczek, Baliński, Woryna
9. [61,29] Dudek, Musielak, Szczepaniak, Świderski
10. [61,54] Kubera, Woryna, Rempała, Trofimow
11. [61,94] Pieszczek, Nowak, Kościuch, Wells
12. [62,01] Baliński, Ułamek, Smektała, Konopka
13. [60,99] Dudek, Smektała, Woryna, Kościuch
14. [62,20] Ułamek, Musielak, Pieszczek, Rempała
15. [61,14] Szczepaniak, Nowak, Trofimow, Konopka
16. [62,73] Baliński, Świderski, Wells, Kubera
17. [62,55] Dudek, Pieszczek, Kubera, Konopka
18. [62,71] Smektała, Szczepaniak, Rempała, Wells
19. [63,11] Świderski, Ułamek, Nowak, Woryna
20. [62,29] Musielak, Kościuch, Trofimow, Baliński (d/3)

### Bieg dodatkowy o 3. miejsce
1. [63,79] Smektała, Szczepaniak